# 达濠堂

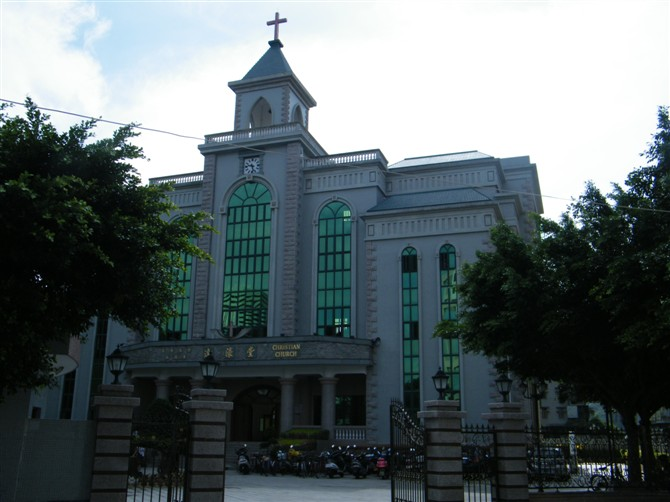
汕头基督教会达濠堂 2009.7.26

达濠堂，全称汕头市基督教会达濠堂。原址位于达濠永濠街七号，新堂位于磊广大道国税局对面，西邻达濠万人墓，东邻达濠华侨中学，于2003年10月4日落成。